# SN 2001ch
SN 2001ch – supernowa typu Ic odkryta 28 maja 2001 roku w galaktyce M-01-54-16. W momencie odkrycia miała maksymalną jasność 16,70m.